# Siegfried von Ende
Pour les articles homonymes, voir Ende (homonymie).
Siegfried Hans Adam Karl baron von Ende (né le 13 août 1851 à Oberwaldenburg (de) et mort le 8 février 1926 à Berlin-Charlottenbourg) est un lieutenant général prussien.

## Biographie

### Origine
Il est le fils du haut président de la province de Hesse-Nassau August von Ende (1815-1889) et de son épouse Eleonore, née comtesse von Königsdorff (de) (1831-1907).

### Carrière militaire
Après avoir été élevé dans la maison de ses parents et étudié au lycée Sainte-Marie-Madeleine de Breslau, Ende s'engage au début de la guerre contre la France, le 27 juillet 1870, comme volontaire d'un an dans le 3e régiment de grenadiers de la Garde de l'armée prussienne. Avec le régiment, il participe au siège de Paris et aux batailles du Bourget et d'Aulnay pendant la guerre. Pour sa conduite, Ende reçoit la croix de fer de 2e classe.
Après la proclamation de l'Empire allemand (de), il est nommé Portepeefähnrich le 22 février et promu sous-lieutenant le 9 mai 1871. Ende suit ensuite un cours académique à Berlin jusqu'en février 1872 et est nommé adjudant et officier chargé de l'instruction du bataillon de fusiliers le 28 avril 1874. Il est ensuite affecté comme adjudant de régiment du 19 août 1877 au 5 août 1881, puis promu premier lieutenant le 18 septembre 1880. Du 10 juin 1882 au 17 septembre 1886, Ende est adjudant de la 34e brigade d'infanterie (de) à Schwerin, tout en restant à la suite  du régiment. Ensuite, Ende retourne au régiment de grenadiers de la Garde en tant que capitaine, devient chef de la 8e compagnie et passe à l'état-major du régiment avec sa promotion au grade de major le 27 janvier 1894. Du 22 mars 1895 au 21 juillet 1900, Ende commande le 1er bataillon du 96e régiment d'infanterie à Altenbourg, avant de rejoindre l'état-major du 89e régiment de grenadiers (de) à Schwerin, où il est promu lieutenant-colonel le 18 août 1900 et chargé de diriger le 86e régiment de fusiliers (de) le 27 novembre 1902. Avec une promotion simultanée au grade de colonel, Ende est nommé commandant de cette unité le 27 janvier 1903. Le 14 avril 1907, il est promu au rang de général de division et commandant de la 35e brigade d'infanterie (de) à Flensbourg, jusqu'à ce que Ende soit finalement mis à la retraite le 7 août 1908 avec attribution de l'ordre de l'Aigle rouge de 2e classe avec feuilles de chêne.
Avec le déclenchement de la Première Guerre mondiale, Ende se met immédiatement à disposition, mais ne reçoit tout d'abord aucun commandement. Ce n'est que le 23 janvier 1915 qu'il est nommé commandant de la 35e brigade d'infanterie de réserve, qui se trouve alors au sein du 9e corps de réserve dans le secteur Roye-Noyon. En outre, à partir du printemps, Ende est utilisé également comme chef d'infanterie de la 18e division de réserve et reçoit le 18 août 1915 le caractère de Generalleutnant. Avec sa brigade, Ende participe à la guerre des tranchées sur les hauteurs de Lorette, à Vimy et à Lens, et à la bataille de la Somme. Après avoir combattu ici à Pozières, la grande unité est retirée du front, se repose à Loos pendant quelques semaines, puis repart au combat. Cette fois-ci, l'engagement a lieu à Bapaume.
Avec l'attribution du brevet pour son grade, Ende est nommé commandant de la 50e division de réserve. Après la guerre des tranchées à La Bassée, la division est déployée à Grandcourt jusqu'à la fin de l'année. S'ensuit un repos de quatre semaines près de Valenciennes, des combats dans le secteur de Serre et la retraite sur la ligne Siegfried en mars/avril 1917. Puis la grande unité participa à la bataille d'Arras. Début juin, la division est remplacée et rejoint la 4e armée en Flandre. En tant qu'armée et réserve de choc, ses troupes peuvent prouver leur valeur dans les batailles de Langemark, Passendale et Saint-Julien et Ende reçut pour ses performances l'étoile de l'Oordre de l'Aigle rouge de IIe classe avec feuilles de chêne et épées le 26 août 1917. Toujours dans les combats suivants dans la forêt du Polygone, Ende fait une nouvelle fois ses preuves et est décoré de l'ordre Pour le Mérite le 31 octobre 1917, à l'instigation de son général commandant Karl Dieffenbach. Après les combats qui lui coûtent de nombreuses pertes, la division s'est installée dans un secteur plus calme près d'Aubers. Lors de la bataille de Cambrai, la division réussit à faire environ 200 prisonniers et à capturer cinq mitrailleuses. Après cela, la grande unité se prépare pour la Grande Bataille de France. En formation avec la 2e armée, Ende mène sa division le 21 mars 1918 lors de la bataille d'attaque entre Gouzeaucourt et Vermand, puis participe aux combats de poursuite dans la Somme. Après l'arrêt de l'offensive, la division combat sur l'Ancre. En raison de son âge et de sa maladie, Ende est relevé de son commandement le 27 mai 1918 et son ordre de mobilisation est annulé le lendemain.
Il passe ensuite le reste de sa vie à Charlottenbourg. Ende est chevalier de l'Ordre de Saint-Jean.

### Famille
Il se marie le 30 mars 1876 à Carlshof-en-Nouvelle-Marche avec Karoline Johannes (1856-1932). Plusieurs filles sont nées de cette union.
Il est le frère du peintre Felix von Ende.